# Wrąbczynkowskie Holendry (gromada)
Wrąbczynkowskie Holendry – dawna gromada, czyli najmniejsza jednostka podziału terytorialnego Polskiej Rzeczypospolitej Ludowej w latach 1954–1972.
Gromady, z gromadzkimi radami narodowymi (GRN) jako organami władzy najniższego stopnia na wsi, funkcjonowały od reformy reorganizującej administrację wiejską przeprowadzonej jesienią 1954 do momentu ich zniesienia z dniem 1 stycznia 1973, tym samym wypierając organizację gminną w latach 1954–1972.
Gromadę Wrąbczynkowskie Holendry z siedzibą GRN we Wrąbczynkowskich Holendrach utworzono – jako jedną z 8759 gromad na obszarze Polski – w powiecie wrzesińskim w woj. poznańskim, na mocy uchwały nr 42/54 WRN w Poznaniu z dnia 5 października 1954. W skład jednostki weszły obszary dotychczasowych gromad Białobrzeg, Wrąbczynkowskie Holendry, Wrąbczynek i Zapowiednia, ponadto miejscowość Walga z dotychczasowej gromady Dłusk oraz część miejscowości Pietrzyków Kolonia (obejmująca 30 ha na lewym brzegu Warty) z dotychczasowej gromady Pietrzyków Kolonia ze zniesionej gminy Dłusk, a także miejscowości Królewiny, Trzcianki i Żdżary z miata Pyzdr – w tymże powiecie. Dla gromady ustalono 16 członków gromadzkiej rady narodowej.
Gromadę zniesiono 1 stycznia 1962, a jej obszar włączono do nowo utworzonej gromady Pyzdry w tymże powiecie.